# Ion Chicu
Ion Chicu (n. 28 februarie 1972, Pîrjolteni, raionul Călărași, RSS Moldovenească, URSS) este un economist din Republica Moldova, care a exercitat funcția de ministru al finanțelor al Republicii Moldova în 2018-2019 și de consilier al președintelui Republicii Moldova Igor Dodon în iulie-noiembrie 2019. La 14 noiembrie 2019 a fost numit în funcția de prim-ministru al Republicii Moldova, fiind nominalizat de președintele Igor Dodon și votat de fracțiunile partidelor PSRM și PDM. Și-a dat demisia la 23 decembrie 2020, dar și-a îndeplinit funcția de prim-ministru interimar până la 31 decembrie 2020. În aprilie 2021, împreună cu гт Grup de inițiativă, creează Partidul Dezvoltării și Consolidării Moldovei (PDCM). Congresul de constituire a PDCM a avut loc la 14 aprilie 2021, în funcția de președinte al formațiunii fiind ales Ion Chicu.

## Biografie
Ion Chicu s-a născut pe 28 februarie 1972 în satul Pîrjolteni, raionul Călărași, RSS Moldovenească, Uniunea Sovietică. Este căsătorit și are 3 copii. Vorbește în română, rusă, engleză și franceză.

### Studii
Între anii 1989 și 1994 el a studiat la Academia de Studii Economice a Moldovei (ASEM), Facultatea Management, licențiat în Management Economic.

### Experiență profesională
Din iulie 1994 până la iunie 1996 a fost lector la Catedra “Micro și Macroeconomie” la Academia de Studii Economice a Moldovei (ASEM).
Din decembrie 1994 până la iunie 2005 a fost Conducător de departament și apoi Director Executiv al Moldacom S.A.
Din iunie până la noiembrie a anului 2005 a fost Director al Direcției Generale Reforme structurale a Ministerului Economiei și Comerțului al Republicii Moldova.
Din noiembrie 2005 până la martie 2006 a fost Consilier al Prim viceprim-ministrului Republicii Moldova Zinaida Greceanîi.
Din martie 2006 până la aprilie 2008 a ocupat funcția de Viceministru al finanțelor al Republicii Moldova.
Din februarie 2007 până la septembrie 2009 a fost Membru al Consiliului de Administrație al Băncii de Dezvoltare a Consiliului Europei.
Din aprilie 2008 până la septembrie 2009 a fost Consilier principal de stat al Prim-ministrului Republicii Moldova Zinaida Greceanîi pe domeniile economic si relații externe.
Din septembrie 2009 până la decembrie 2017 a fost Consultant Managementul Finanțelor Publice în diferite proiecte (Ministerul Finanțelor al Republicii Moldova, ECORYS, Banca Mondială).
Din octombrie 2015 până la la decembrie 2017 a fost Membru și apoi Președinte al Consiliului de Dezvoltare Strategică al USMF “Nicolae Testemițanu”.
Din ianuarie până la decembrie 2018 a ocupat funcția de Secretar general de stat al Ministerului Finanțelor.
Din decembrie 2018 până la iunie 2019 a ocupat funcția de Ministru al finanțelor al Republicii Moldova.
Din iunie până la noiembrie 2019 a ocupat funcția de Consilier prezidențial al lui Igor Dodon în domeniul finanțelor publice.
Din data de 14 noiembrie 2019 ocupă funcția de Prim-ministru al Republicii Moldova. La data de 23 decembrie 2020 a demisionat din această funcție.

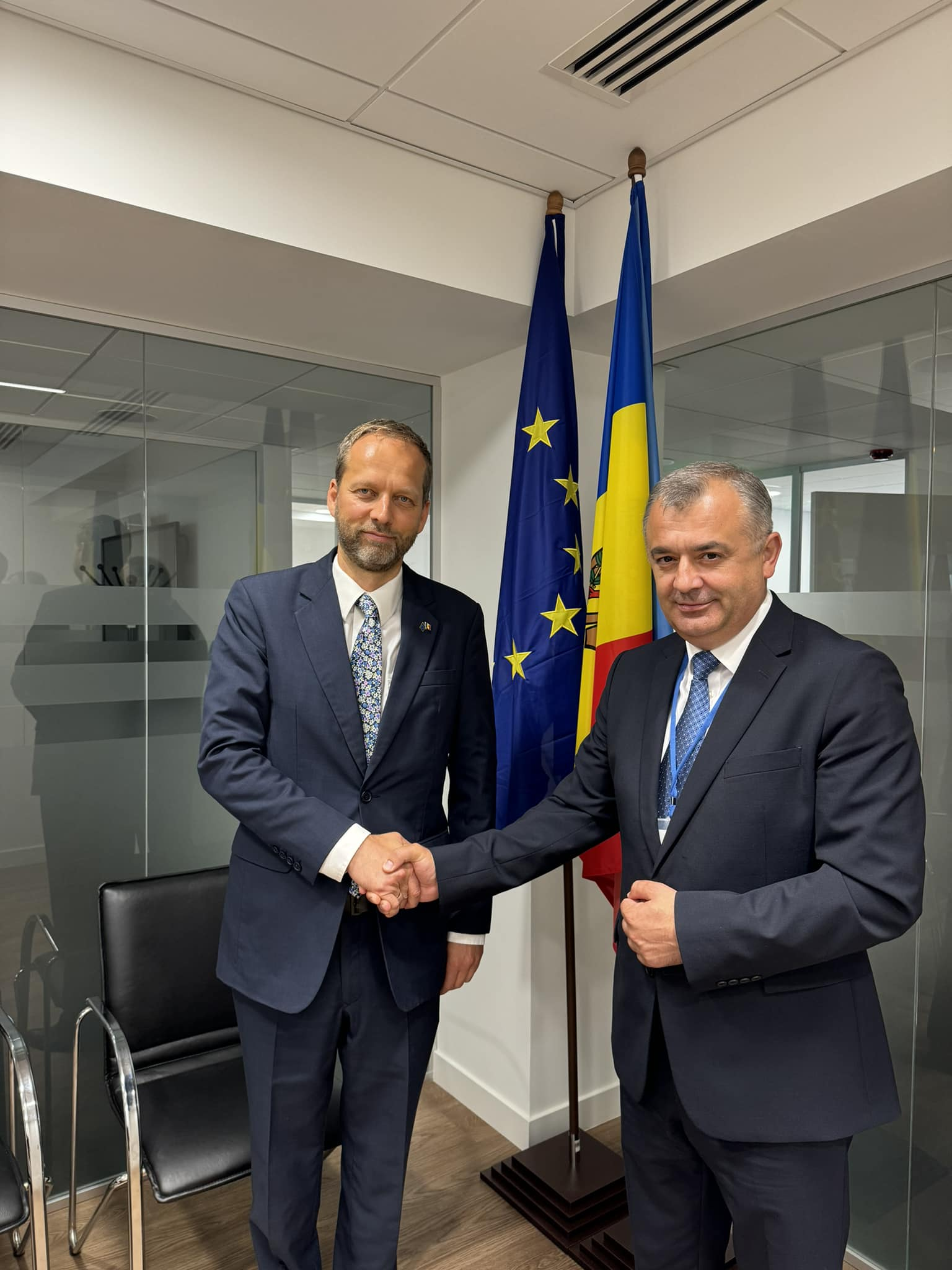
Ion Chicu la întrevedere cu Șeful Delegației UE în Republica Moldova, Ambasadorul Jānis Mažeiks

## Referințe

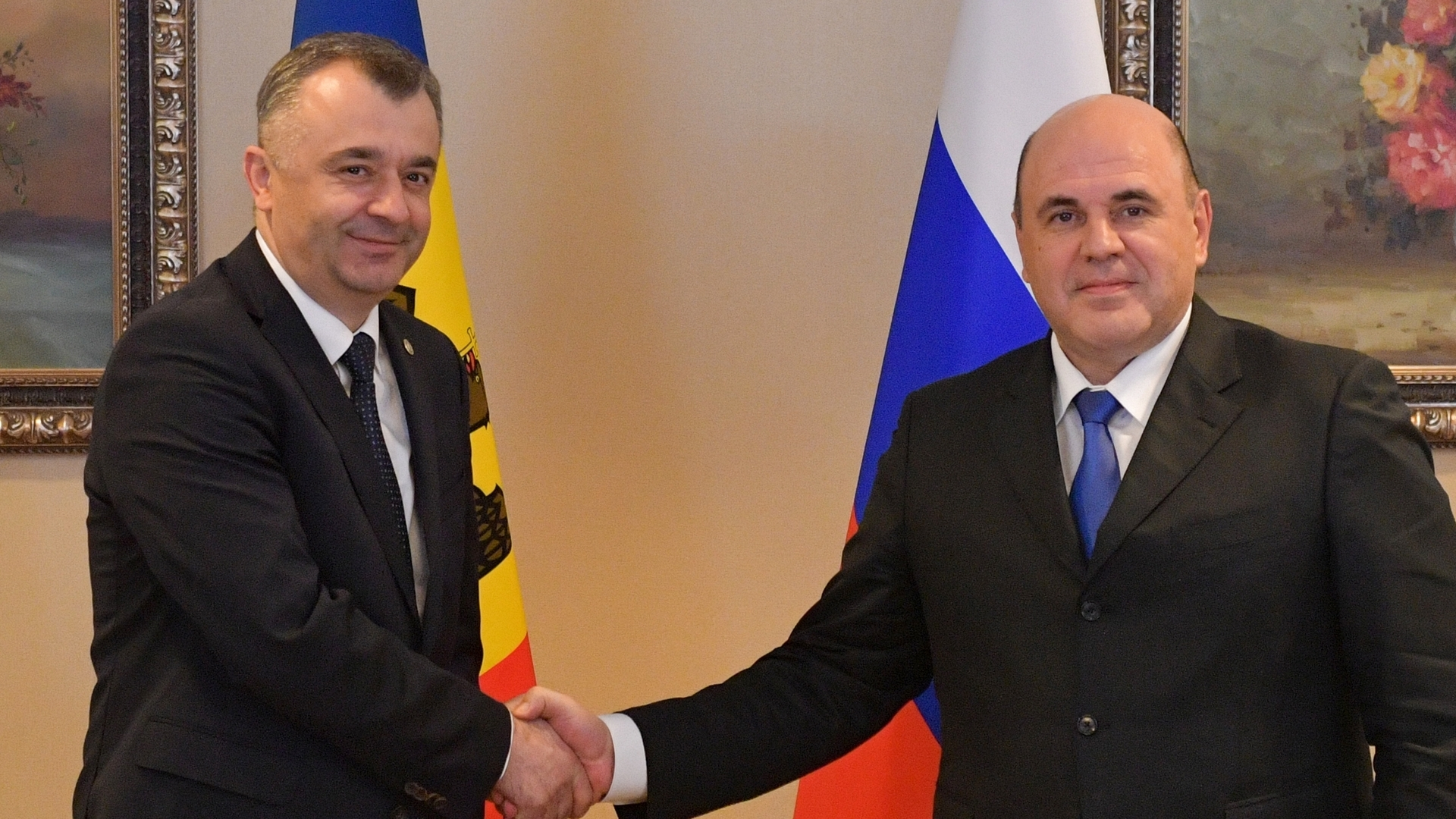
Ion Chicu și Președintele Guvernului Federației Ruse Mihail Mișustin